# Pap László (villamosmérnök)
Pap László (Diósgyőr, 1943. december 9. –) Széchenyi-díjas magyar villamosmérnök, hírközlési mérnök, egyetemi tanár, a Magyar Tudományos Akadémia rendes tagja. Kutatási területe a szórt spektrumú kommunikáció és a mobilrendszerek új generációit megalapozó úgynevezett kódosztású technológia. Számos rádiós- és mobiltechnológiás ipari fejlesztésben vett részt. 1994 és 2001 között a Budapesti Műszaki Egyetem Villamosmérnöki és Informatikai Kar dékánja, majd 2004-ig az egyetem stratégiai rektorhelyettese.

## Életpályája
Iskoláit Miskolcon kezdte, majd a középiskolai időszakának jelentős részét már Budapesten töltötte, ahol a József Attila Gimnáziumban érettségizett 1962-ben. Ezt követően felvették a Budapesti Műszaki Egyetem Villamosmérnöki Karára, ahol 1967-ben szerzett mérnöki diplomát, majd az egyetem vezetéknélküli híradástechnikai tanszékén (később Híradástechnikai Elektronikai Intézet, híradástechnikai tanszék, illetve hálózati rendszerek és szolgáltatások tanszék) lett oktató. 1980-ban védte meg egyetemi doktori disszertációját. A ranglétra végigjárását követően (tanársegéd, adjunktus, docens) 1992-ben egyetemi tanárrá nevezték ki. 1992-ben a híradástechnikai tanszék vezetésével is megbízták, tisztségét 2008-ig töltötte be. Emellett 1994-ben az egyetem Villamosmérnöki (és Informatikai) Kar dékánjává választották, tisztségében 1997-ben megerősítették. 2001-ben az egyetem stratégiai rektorhelyettesévé választották hároméves ciklusra. 2005-ben a Mobil Innovációs Központ igazgatásával bízták meg. 2014-ben emeritálták. Magyarországi állásai mellett többször járt tanulmányúton: 1973-ban és 1989-ben Prágában a Csehszlovák Tudományos Akadémia Híradástechnikai és Elektronikai Intézetében, 1983-ban a Zürichi Műszaki Egyetemen.
1980-ban védte meg a műszaki tudományok kandidátusi, 1992-ben akadémiai doktori értekezését. Az MTA Távközlési Rendszerek Bizottságának és az Informatikai Tudományos Bizottságnak lett tagja. 2001-ben a Magyar Tudományos Akadémia levelező, 2007-ben rendes tagjává választották. Ezenkívül 2008-ban a londoni székhelyű Academia Europaea is felvette tagjai sorába. Számos tudományos egyesületben vállalt aktív szerepet: a Híradástechnikai Tudományos Egyesületnek több éven át alelnöke, illetve 1995 és 2001 között elnöke volt. 2007-ben az egyesület tiszteletbeli elnökévé választották. Emellett 2001-ben a Magyar Mérnökök és Építészek Világszövetsége elnökeként is tevékenykedett. 1992-ben a Magyar Űrkutatási Tanács tagja lett. 1990-ben a Természet Világa című folyóirat szerkesztőbizottságának tagja. Az MTA megbízásából az Elektronika újabb eredményei című könyvsorozat szerkesztője volt. Részt vett különböző hírközlési ipari vállalatok munkájában is: 1993-ban a MATÁV, 1994-ben az Antenna Hungária privatizációját értékelő bizottság tagja volt. 1993-ban, valamint 1997 és 2001 között a MATÁV felügyelőbizottságának tagjává, majd 2001-től elnökévé választották. Ezt a pozíciót a cég Magyar Telekommá való átalakítása után is megtartotta. Közleményeit magyar és angol nyelven adja közre.

## Díjai, elismerései
- Pollák–Virág díj (1972, 1975, 1991)
- Markusovszky-díj (1978)
- Puskás Tivadar-emlékérem (1983, 2001)
- Eötvös Loránd-díj (1997)
- Széchenyi-díj (1999)
- Kozma László-emlékérem (2003)
- Simonyi Károly-díj (2004)
- Gábor Dénes-díj (2005)
- A Magyar Köztársasági Érdemrend tisztikeresztje (2005)
- Magyar Örökség díj (2011)
- József nádor-emlékérem (2012)

## Főbb publikációi
- Oszcillátorok stabilitása (társszerző, 1975)
- Kapcsolási elrendezés nagysebességű, nagypontosságú analóg vektorgenerátor megvalósítására grafikus megjelenítőkben (szabadalom, 1978)
- RC oscillator with extremly low harmonic distortion (társszerző, 1980)
- Intrauterine growth retardation: ultrasonic diagnosis (társszerző, 1983)
- Kapcsolási elrendezés direkt szekvenciális elven működő szórt spektrumú vevőkészülékhez (szabadalom, 1985)
- A szórt spektrumú kommunikáció néhány elméleti és gyakorlati problémája (1992)
- Analysis of frequency-hopped packet radio networks with random signal level (társszerző, 1994)
- Technológiai előretekintési program (társszerző, 2000)
- Comparison of Different Neural Network Based Multi-user Detectors (társszerző, 2000)
- Performance Comparison of Different PLC Architectures (társszerző, 2001)
- A Survey of Multiuser/Multisubchannel Detection Schemes Based on Recurrent Neural Networks (társszerző, 2002)
- Multiple-access capability of synchronous FHSS wireless networks: An analysis of the effects of the spacing between hopping carriers (társszerző, 2007)
- A Unified Framework for Interference Analysis of Noncoherent MFSK Wireless Communications (társszerző, 2010)
- General interference analysis of M-QAM and M-PSK wireless communications (társszerző, 2013)